# Golling an der Salzach
Golling an der Salzach è un comune austriaco di 4 273 abitanti nel distretto di Hallein, nel Salisburghese; ha lo status di comune mercato (Marktgemeinde). Ha inglobato i comuni soppressi di Obergäu e Torren.